# 雙面飛輪海
《双面飛輪海》為飛輪海推出的第二張專輯。2008年1月4日在全亞洲發行。此專輯初版發行了兩個版本，分別為“酷帥男孩版”及“精裝男人版”。2008年2月1日先在台灣發行“亞洲全勝慶功版”，附上28頁全彩寫真詞本及五首MV。